# Tadahiko Ueda
Tadahiko Ueda (jap. 上田 忠彦 Ueda Tadahiko; ur. 3 sierpnia 1947, zm. 15 kwietnia 2015) – japoński piłkarz, reprezentant kraju.

## Kariera klubowa
Od 1970 do 1973 roku występował w klubie Nippon Steel.

## Kariera reprezentacyjna
W reprezentacji Japonii zadebiutował w 1970. W reprezentacji Japonii występował w latach 1970-1971. W sumie w reprezentacji wystąpił w 13 spotkaniach.

## Statystyki
| Reprezentacja Japonii | Reprezentacja Japonii | Reprezentacja Japonii |
| Rok                   | Mecze                 | Gole                  |
| --------------------- | --------------------- | --------------------- |
| 1970                  | 10                    | 7                     |
| 1971                  | 3                     | 0                     |
| Razem                 | 13                    | 7                     |